# ノクトゥムク
ノクトゥムㇰ（朝鮮語: 녹두묵）は大韓民国の伝統食品の一種で、リョクトウ（緑豆）のデンプンを固めた食品である。「ムㇰ」とはデンプンを固めたゼリー状の食品を指す。
主にノクトゥムㇰムチムとして調理され、冷たい状態でおかずとして出したり、ビビンバの材料として用いる。ノクトゥムㇰ自体には味がほとんどないため、醤油や酢などで味付けする。結婚式をはじめとした祝宴でしばしば登場する食品である。肉食を禁じている寺院での食事にもよく使われる。

## 種類
同じリョクトウを材料とし、クチナシの実を用いて黄色く着色したものをファンポ（黄泡）ムㇰ、着色せず白色のものをチョンポ（清泡）ムㇰと呼ぶ。

### チョンポムㇰ
チョンポムㇰは韓国人に人気のムㇰで、トトリムクに次いで認知度が高い。タンピョンチェ（蕩平菜）の主材料として用いられる。「緑豆将軍」と呼ばれた全琫準の童謡「セヤセヤパランセヤ（鳥よ鳥よ青い鳥よ）」にもチョンポムㇰが登場する。

### ファンポムㇰ

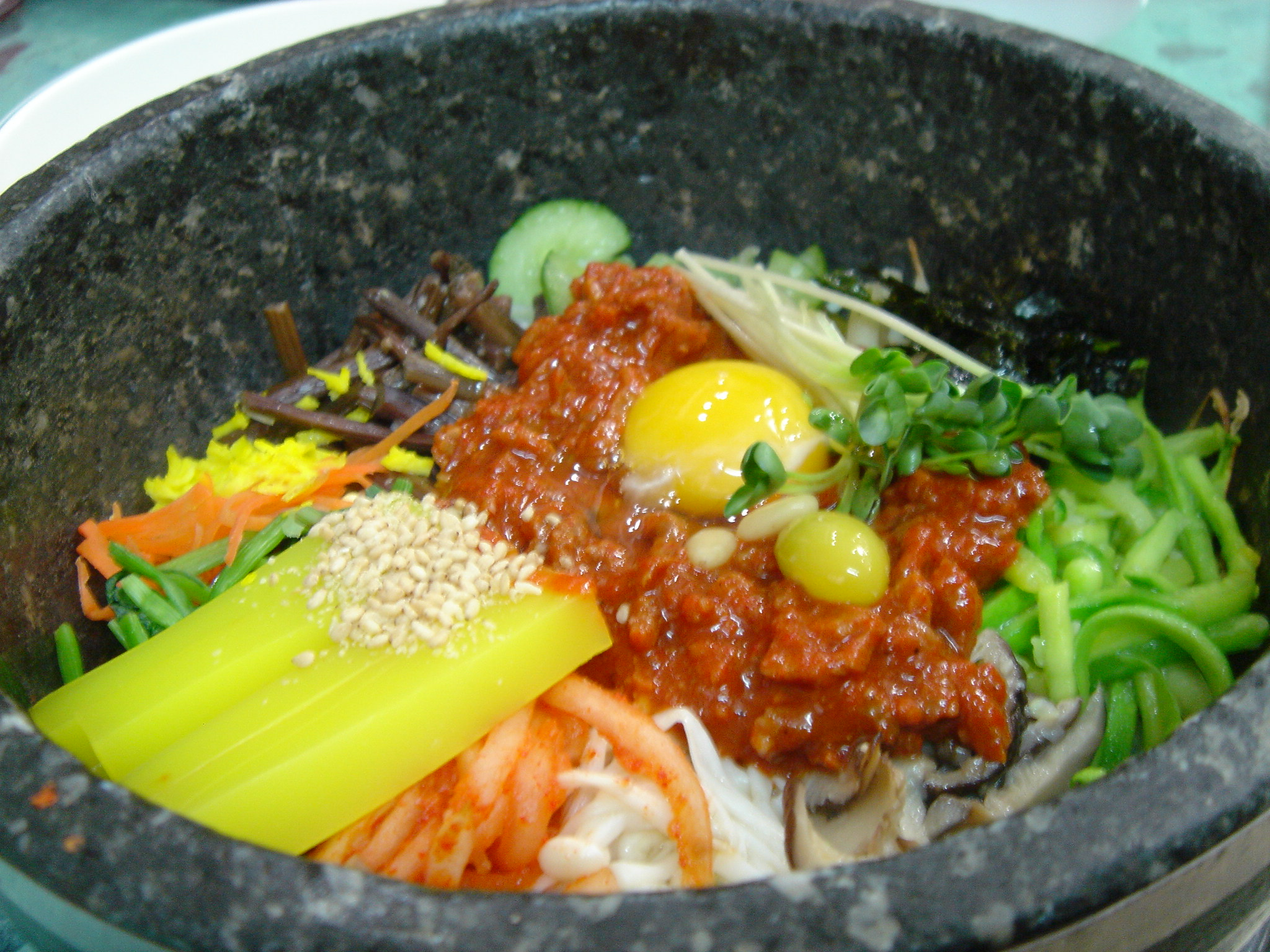
ファンポムㇰを載せた全州ビビンバ

ファンポムㇰは全羅道料理と関係が深く、特に南原や全州で有名な料理である。全州ビビンバの料理標準案によると、ファンポムㇰはビビンバに入れなければならない必須材料とされている。他のムㇰ料理のようにファンポムㇰも酢やネギなどで味付けした醤油を散らして提供される。この場合、トトリムㇰムチムと同じようにファンポムㇰムチムと呼ばれる。